# Ковач, Иштван (футбольный судья)
Иштван Ковач (рум. István Kovács, венг. Kovács István [ˈiʃtvaːn ˈkovaːt͡ʃ]; род. 16 сентября 1984, Карей, Сату-Маре) — румынский футбольный судья венгерского происхождения. С 2010 года — судья ФИФА. Считается судьёй элитной категории УЕФА.

## Карьера
Ковач был выбран на Евро-2020 вместе со своим соотечественником Овидиу Хацеганом. Он работал на одной игре группового этапа между Нидерландами и Северной Македонией. 

### Чемпионат Европы 2020
| Стадия         | Дата         | Город     | Стадион           | Команда 1          | Результат | Команда 2  | Предупреждён | Red card | Пенальти |
| -------------- | ------------ | --------- | ----------------- | ------------------ | --------- | ---------- | ------------ | -------- | -------- |
| Групповой этап | 21 июня 2021 | Амстердам | Йохан Кройф Арена | Северная Македония | 0:3 (0:1) | Нидерланды | 4 - 0        | 0 - 0    | 0 - 0    |

В мае 2022 года Иштвана Ковача назначили главным судьёй первого в истории финала Лиги Конференции, проходившего в Тиране, между командами Рома и Фейеноорд.
Иштван Ковач был назначен на предстоящий чемпионат мира по футболу 2022 года вместе со своими соотечественниками, помощниками главного судьи Василе Маринеску и Михаем Артене.
В апреле 2024 года был отобран одним из главных арбитров в числе 19 судейских бригад для обслуживания матчей Чемпионата Европы по футболу, который проходил в июне-июле 2024 года на футбольных полях Германии.
В мае 2024 года Иштван был назначен главным судьёй на финальный матч Лиги Европы УЕФА 2023/2024 года, который состоялся 22 мая на стадионе «Авива» в Дублине между командами «Аталанта» и «Байер».
В мае 2025 года Ковач был назначен главным арбитром финала Лиги Чемпионов УЕФА 2024/2025 года, состоявшегося 31 мая на стадионе «Альянц Арена» в Мюнхене между «ПСЖ» и «Интером».

### Чемпионат Европы 2024
| Стадия         | Дата         | Город   | Стадион             | Команда 1 | Результат | Команда 2 | Предупреждён | Red card | Пенальти |
| -------------- | ------------ | ------- | ------------------- | --------- | --------- | --------- | ------------ | -------- | -------- |
| Групповой этап | 20 июня 2024 | Мюнхен  | Альянц Арена        | Словения  | 1:1 (0:0) | Сербия    | 0 - 4        | 0 - 0    | 0 - 0    |
| Групповой этап | 26 июня 2024 | Гамбург | «Фолькспаркштадион» | Чехия     | 1:2 (0:0) | Турция    | 7 - 12       | 2 - 0    | 0 - 0    |